# Yolanda Montes

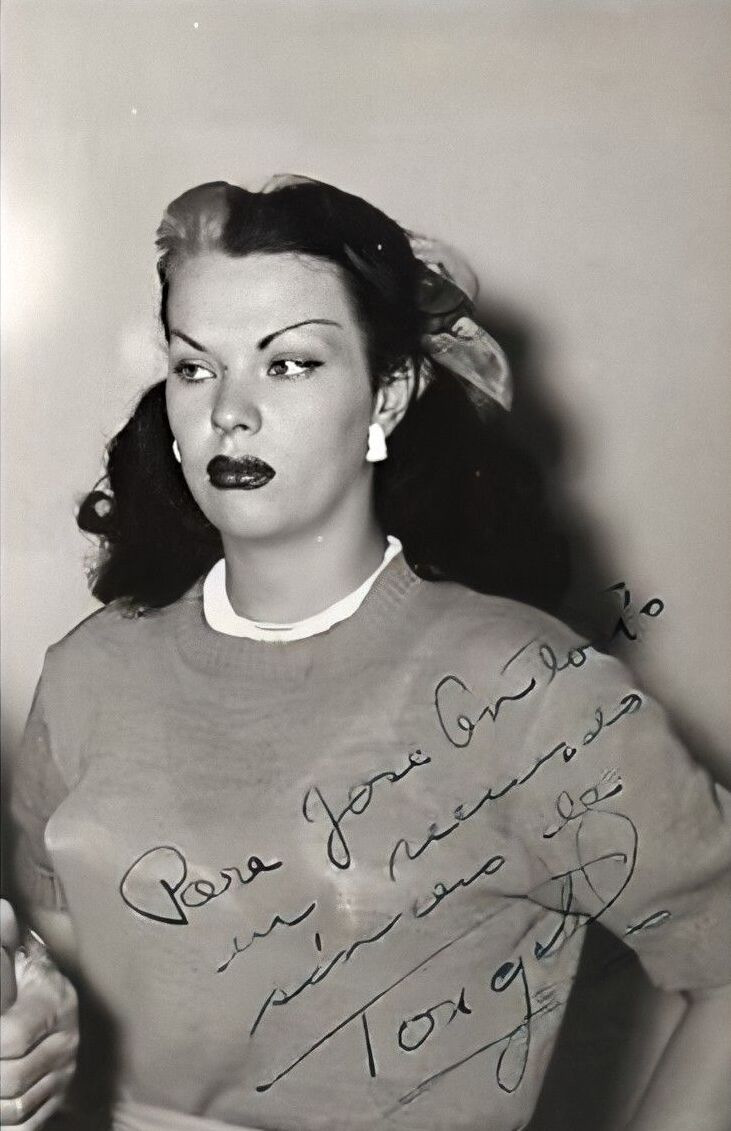
Tongolele, Fotografie des Journalisten Rodolfo Santovenia aus den 1950er Jahren

Yolanda Montes (Yolanda Yvonne Montes Farrington; * 3. Januar 1932 in Spokane; † 16. Februar 2025 in Puebla) war eine US-amerikanische Tänzerin, Schauspielerin und Sängerin, die unter dem Bühnennamen Tongolele bekannt wurde.

## Leben und Karriere
Montes, die spanische, schwedische, französische, englische und tahitianische Vorfahren hatte, war als Kind Mitglied des Internationalen Balletts in San Francisco und trat im Theater und Cabaret als Mitglied einer tahitianischen Revue auf. Fünfzehnjährig kam sie nach Mexiko, wo sie in Shows als Exotiktänzerin berühmt wurde. Der Journalist Carlos Estrada Lang nannte sie „La Reina de las Danzas Tahitianas“.
Daneben trat sie als Sängerin mit Musikern wie Meche Barba, Ninón Sevilla und María Antonieta Pons auf und drehte – ebenfalls 1947 – ihren ersten Film Nocturno de amor an der Seite von Miroslava Stern, Victor Junco und Hilda Sour. Ihre Laufbahn beim mexikanischen Film dauerte bis in die 1980er Jahre mit Produktionen wie Han matado a Tongolele, El rey del barrio, Mátenme porque me muero, Chucho el remendado, Sí, mi vida, El mensaje de la muerte, Había una vez un marido und El misterio del carro exprés. In den 1950er Jahren heiratete sie in New York den Kubaner Joaquín González (El Mago de Tambor), mit dem sie zwei Söhne bekam.
Mitte der 1960er Jahre veröffentlichte sie das Album Tongolele canta para usted mit Songs wie Insaciable, No llores, Sensación und Me quiero perder contigo. Ab 1984 wirkte sie an der Telenovela La pasión de Isabela mit 220 Folgen an der Seite von Ana Martin, Hector Bonilla, Silvia Derbez, Lilia Obregón und Manolo Fábregas mit. Sich selbst spielte sie 2001 in Sergio Jiménez’ Telenovela Salomé (mit Edith González, Niurka Marcos, Guy Écker, Sebastián Ligarde, María Rubio, Patricia Reyes Spíndola, Leticia Perdigón und Aarón Hernán).
Yolanda Montes starb im Februar 2025 mit 93 Jahren in Puebla.

## Filmografie
- 1948: La mujer del otro
- 1948: Nocturno de amor
- 1948: Han matado a Tongolele
- 1950: El rey del barrio
- 1950: El amor no es ciego
- 1951: Mátenme porque me muero
- 1952: Chucho el remendado
- 1953: Amor de locura
- 1953: Había una vez un marido
- 1953: Ahí vienen los gorrones
- 1953: El mensaje de la muerte
- 1953: Sí, mi vida
- 1953: El misterio del carro express
- 1954: Detective
- 1956: Pensión de artistas
- 1958: Música de siempre
- 1966: Amor a ritmo de go go
- 1967: La muerte es puntual
- 1967: Las mujeres panteras
- 1969: El crepúsculo de un dios
- 1971: Todeskult (La muerte viviente)
- 1981: Las noches del Blanquita
- 1982: Las fabulosas del Reventón
- 1983: Las fabulosas del Reventón 2
- 1983: Teatro Follies
- 1984: La pasión de Isabela (Fernsehserie, 2 Episoden)
- 2001–2002: Salomé (Fernsehserie, 51 Episoden)
- 2012: El fantástico mundo de Juan Orol